# دارلينجتون
دارلينجتون (ويسكونسن) (بالإنجليزية: Darlington, Wisconsin)‏ هي بلدة، مدينة من الدرجة الرابعة و مقر المقاطعة تقع في الولايات المتحدة في مقاطعة لافاييت (ويسكونسن). يقدر عدد سكانها بـ 2,451 نسمة ومساحتها 3.47 كم2 وترتفع عن سطح البحر 264.87 متر.

## التركيبة السكانية
قام مكتب تعداد الولايات المتحدة بتحديد بيانات التركيبة السكانية لدارلينجتونفي تعداد الولايات المتحدة. في ما يلي، التركيبة السكانية حسب تعدادي 2000 و2010.

### تعداد عام 2000
بلغ عدد سكان دارلينجتون 2,418 نسمة بحسب تعداد عام 2000، وبلغ عدد الأسر 985 أسرة وعدد العائلات 639 عائلة مقيمة في المدينة. في حين سجلت الكثافة السكانية 1,852.8 نسمة لكل ميل مربع (715.4/كم2). وبلغ عدد الوحدات السكنية 1,052 وحدة بمتوسط كثافة قدره 806.1 نسمة لكل ميل مربع (311.2/كم2).
وتوزع التركيب العرقي للمدينة بنسبة 99.13% من البيض و 0.04% من الأمريكيين الأصليين و 0.08% من الأمريكيين ذوي الأصول الآسيوية و 0.17% من سكان جزر المحيط الهادئ و 0.04% من الأمريكيين الأفارقة و 0.29% من عرقين مختلطين أو أكثر.
بلغ عدد الأسر 985 أسرة كانت نسبة 31.4% منها لديها أطفال تحت سن الثامنة عشر تعيش معهم، وبلغت نسبة الأزواج القاطنين مع بعضهم البعض 51.6% من أصل المجموع الكلي للأسر، ونسبة 11.1% من الأسر كان لديها معيلات من الإناث دون وجود شريك، وكانت نسبة 35.1% من غير العائلات. تألفت نسبة 32.1% من أصل جميع الأسر من أفراد ونسبة 18.8% كانوا يعيش معهم شخص وحيد يبلغ من العمر 65 عاماً فما فوق. وبلغ متوسط حجم الأسرة المعيشية 2.96، أما متوسط حجم العائلات فبلغ 2.35.
بلغ العمر الوسطي للسكان 40 عاماً. وكانت نسبة 25.4% من القاطنين تحت سن الثامنة عشر، وكانت نسبة 7.5% بين الثامنة عشر والأربعة وعشرون عاماً، ونسبة 24.8% كانت واقعةً في الفئة العمرية ما بين الخامسة والعشرون حتى والأربعة وأربعون عاماً، ونسبة 20.1% كانت ما بين الخامسة والأربعون حتى الرابعة والستون، ونسبة 22.2% كانت ضمن فئة الخامسة والستون عاماً فما فوق. يوجد لكل 100 أنثى 86.9 ذكر، ويوجد لكل 100 أنثى في الثامنة عشر من عمرها فما فوق 82.5 ذكر.
بلغ متوسط دخل الأسرة في المدينة 34,539 دولار، أما متوسط دخل العائلة فبلغ 44,048 دولار. وكان متوسط دخل الذكور 30,238 دولار مقابل 22,033 دولار للإناث. وسجل دخل الفرد الخاص بالمدينة 17,403 دولار. وكانت نسبة 5.9% من العائلات ونسبة 9.9% من السكان تحت خط الفقر، وكان من هؤلاء نسبة 16.8% تحت سن الثامنة عشر ونسبة 10.5% في الخامسة والستين من العمر وما فوق.

### تعداد عام 2010
بلغ عدد سكان دارلينجتون 2,451 نسمة بحسب تعداد عام 2010، وبلغ عدد الأسر 994 أسرة وعدد العائلات 623 عائلة مقيمة في المدينة. في حين سجلت الكثافة السكانية 1,829.1 نسمة لكل ميل مربع (706.2/كم2). وبلغ عدد الوحدات السكنية 1,082 وحدة بمتوسط كثافة قدره 807.5 لكل ميل مربع (311.8/كم2).
وتوزع التركيب العرقي للمدينة بنسبة 89.5% من البيض و 0.5% من الأمريكيين الأصليين و 0.2% من الأمريكيين ذوي الأصول الآسيوية و 0.3% من الأمريكيين الأفارقة و 0.9% من عرقين مختلطين أو أكثر.
بلغ عدد الأسر 994 أسرة كانت نسبة 30.9% منها لديها أطفال تحت سن الثامنة عشر تعيش معهم، وبلغت نسبة الأزواج القاطنين مع بعضهم البعض 45.9% من أصل المجموع الكلي للأسر، ونسبة 11.5% من الأسر كان لديها معيلات من الإناث دون وجود شريك، بينما كانت نسبة 5.3% من الأسر لديها معيلون من الذكور دون وجود شريكة وكانت نسبة 37.3% من غير العائلات. تألفت نسبة 31.5% من أصل جميع الأسر من أفراد ونسبة 15.6% كانوا يعيش معهم شخص وحيد يبلغ من العمر 65 عاماً فما فوق. وبلغ متوسط حجم الأسرة المعيشية 2.92، أما متوسط حجم العائلات فبلغ 2.37.
بلغ العمر الوسطي للسكان 38.7 عاماً. وكانت نسبة 23.5% من القاطنين تحت سن الثامنة عشر، وكانت نسبة 10.6% بين الثامنة عشر والأربعة وعشرون عاماً، ونسبة 23.1% كانت واقعةً في الفئة العمرية ما بين الخامسة والعشرون حتى والأربعة وأربعون عاماً، ونسبة 24.4% كانت ما بين الخامسة والأربعون حتى الرابعة والستون، ونسبة 18.4% كانت ضمن فئة الخامسة والستون عاماً فما فوق. وتوزع التركيب الجنسي للسكان بنسبة 50.1% ذكور و49.9% إناث.